# Rostvingad stare
Rostvingad stare (Aplonis zelandica) är en fågel i familjen starar inom ordningen tättingar.

## Utbredning och systematik
Rostvingad stare delas in i tre underarter:
- A. z. rufipennis – förekommer i centrala och norra Vanuatu och Banks Islands
- A. z. maxwellii – förekommer i Santa Cruzöarna (Vanuatu)
- A. z. zelandica – förekommer på Vanikoro (Vanuatu)

## Status och hot
Arten har ett stort utbredningsområde, men tros minska i antal, dock inte tillräckligt kraftigt för att den ska betraktas som hotad. Internationella naturvårdsunionen IUCN listar arten som livskraftig (LC). Beståndet är litet, uppskattat till mellan 2 500 och 10 000 vuxna individer.